# Filiance
 (mars 2025).
Filiance est une organisation professionnelle française réunissant la plupart des organismes de certification tierce partie exerçant des missions de contrôle et de certification. 
Filiance était connue sous le nom de Confédération des organismes indépendants tierce partie de prévention, de contrôle et d'inspection ou de son acronyme COPREC, depuis sa fondation en 1978 jusqu'au 1er février 2021, date de son changement de nom.

## Rôle

Ancien logo de l'organisation professionnelle, jusqu'en février 2021, sous l'appellation COPREC.

Filiance est une organisation professionnelle qui a pour objet principal l’organisation, la promotion et la défense de la profession incluant notamment dans son champ de compétence, les activités d’évaluation de conformité, de contrôle, de certification, prévention, dans tous les domaines d’activité comme la qualité, l’hygiène, la sécurité et l’environnement. Filiance est une organisation professionnelle représentative des organismes tierce partie de contrôle et de certification agissant dans de divers secteurs : industrie, construction, nucléaire, aéronautique, environnement, QHSSE, automobile, food, équipements de loisirs
Près de 40 membres composent cette organisation et représentent 95 % du chiffre d'affaires du secteur ; ceci représente 35 000 emplois et 2,5 milliards d'euros de chiffre d'affaires en 2015.

## Activité de lobbying auprès de l'Assemblée nationale
Filiance est inscrite comme représentant d'intérêts auprès de l'Assemblée nationale. Elle déclare à ce titre en 2015 un budget global de 310 000 euros, et indique que les coûts annuels liés aux activités directes de représentation d'intérêts auprès du Parlement n'excèdent pas 100 000 euros.